# 133 Cyrene

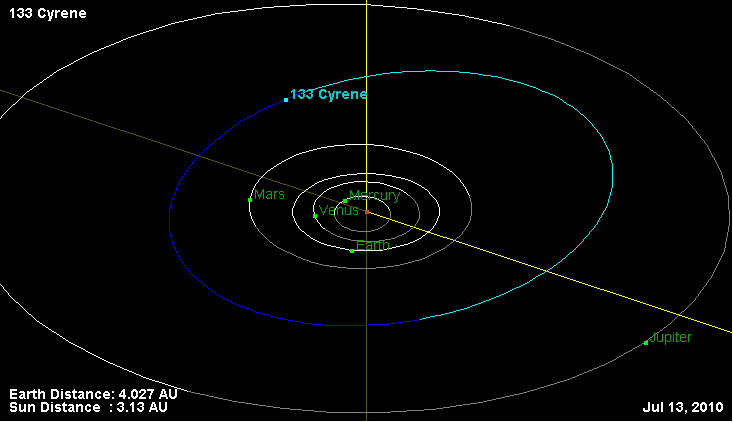

133 Cyrene (in italiano 133 Cirene) è un piccolo e brillante asteroide della Fascia principale. Ha probabilmente una composizione di rocce silicate, nichel e ferro allo stato metallico.
Cyrene fu scoperto il 16 agosto 1873 da James Craig Watson dal Detroit Observatory dell'università del Michigan (USA) ad Ann Arbor. Fu battezzato così in onore di Cirene, una ninfa della mitologia greca, figlia di Ipseo, re dei Lapiti, amata da Apollo.